# Bunnerstjärnen
Bunnerstjärnen är en sjö i Hagfors kommun i Värmland och ingår i Göta älvs huvudavrinningsområde. Sjön är 25 meter djup, har en yta på 0,187 kvadratkilometer och är belägen 184,5 meter över havet.

## Delavrinningsområde
Bunnerstjärnen ingår i det delavrinningsområde (665321-136974) som SMHI kallar för Utloppet av Lakenesjön. Medelhöjden är 205 meter över havet och ytan är 47,67 kvadratkilometer. Det finns ett avrinningsområde uppströms, och räknas det in blir den ackumulerade arean 85,64 kvadratkilometer. Lovisebergsälven (Välån) som avvattnar avrinningsområdet har biflödesordning 2, vilket innebär att vattnet flödar genom totalt 2 vattendrag innan det når havet efter 334 kilometer. Avrinningsområdet består mestadels av skog (66 procent). Avrinningsområdet har 9,55 kvadratkilometer vattenytor vilket ger det en sjöprocent på 20 procent.